# サン・ミゲル神学院
サン・ミゲル神学院（スペイン語: Facultades de Filosofia y Teologia de San Miguel、英語: Philosophical and Theological Faculty of San Miguel）は、アルゼンチンのブエノスアイレス州サン・ミゲルに存在するイエズス会系の神学校（神学大学）である。

## 歴史
1918年、サン・ミゲル神学院はサンタ・フェに設立され、1923年にブエノスアイレスへと移転された。この神学校は二つのキャンパスをもち、それぞれUSAL ユニバーシダッド・デル・サルヴァドールとロヨラ中心区に存在する。
1932年、ローマ教皇から哲学と神学について、学士から修士号・博士号に至るまでの学位を与える権限を授与された。何年もの間、この神学校は南米において哲学と神学の神学位を取得できる唯一の神学校であり、アルゼンチン、ウルグアイ、パラグアイ、ボリビア、チリ、ペルー、ブラジル、メキシコの神学生を育成した。

## 教皇フランシスコとの関係
後に教皇フランシスコとなるホルヘ・マリオ・ベルゴリオは1967年から1970年までの間、サン・ミゲルのサン・ホセ神学院において哲学を学んだ。ベルゴリオはこの学校で哲学の博士号を取得し、後には神学部において神学博士号を取得した。サン・ミゲルのヴィリャ ・バリアリで修練長を務めている間（1972 - 1973年）、サン・ミゲル神学院で神学部の教授と学院長を務めた。これは彼が1973年にイエズス会のアルゼンチン管区長に選出されるまで続いた。